# Noordschote
Noordschote är en ort i Belgien.   Den ligger i provinsen Västflandern och regionen Flandern, i den västra delen av landet, 110 km väster om huvudstaden Bryssel. Noordschote ligger 4 meter över havet och antalet invånare är 356.
Terrängen runt Noordschote är mycket platt. Runt Noordschote är det ganska tätbefolkat, med 144 invånare per kvadratkilometer.. Närmaste större samhälle är Ypern, 12,7 km söder om Noordschote. 
Trakten runt Noordschote består till största delen av jordbruksmark.